# Мёрфи, Мэтт
Мэттью Тайлер Мёрфи (англ. Matthew Tyler Murphy известный как Мэтт «Гитара» Мёрфи (англ. Matt «Guitar» Murphy); 29 (по другим данным 27) декабря 1929, Санфлауэр, Миссисипи, США — 15 июня 2018, Майами, Флорида, США) — американский блюзовый гитарист, вокалист и автор песен. Номинант Blues Music Awards в номинации «Блюзовый гитарист» (1997). Член Зала славы блюза (2012). Брат известного блюзмена Флойда Мёрфи и дядя блюзмена Флойда Мёрфи-младшего. Один из самых признанных сайдменов в блюзе.

## Биография
Мэтт Мёрфи родился в Миссисипи у Дэниела и Лиззи Мерфи, мать его вскоре умерла, и рос он в Мемфисе, Теннесси, где его отец работал в Peabody Hotel. Научился играть на гитаре ещё ребёнком, слушая записи 
Ти-Боун Уокера, Блайнд Боя Фуллера, а также джазовых саксофонистов Стэна Гетца и Джона Колтрейна.
В 1948 году присоединился к группе Хаулина Вулфа, где тогда играл Литтл Джуниор Паркер. В 1952 году вместе с Паркером и Айком Тёрнером записался на сингле «You’re My Angel»/«Bad Women, Bad Whiskey», авторство которого было приписано Little Junior Parker and the Blue Flames. В том же году Мэтт Мёрфи перебрался в Чикаго и записался на сингле «Back Alley»/«Living The Life I Love» Мемфиса Слима и в дальнейшем они много работали вместе. В Чикаго Мёрфи стал штатным гитаристом в Chess Records и хотя 1963 году принял участие в American Folk Blues Festival, турне по Европе, в основном оставался сайдменом в Чикаго, работая сессионным музыкантом, и играя с различными блюзовыми и джазовыми группами Игру Мэтта Мёрфи в 1950-1980 годы можно услышать на альбомах таких звёзд музыки, как Чак Берри, Вилли Диксон, Отис Раш, Сонни Бой Уильямсон II, Коко Тейлор, Джеймс Коттон, Бобби Блу Блэнд, Бадди Гай, Альберт Кинг.
В 1970-е начал гастролировать с Джеймсом Коттоном, оставаясь сравнительно неизвестным за пределами блюзового круга. Обрёл широкую известность только после того, как в конце 1970-х его выступление увидели Дэн Эйкройд и Джон Белуши, которые пригласили его в состав The Blues Brothers. С этой группой Мёрфи работал до начала 2000-х годов, снявшись в фильмах Братья Блюз и Братья Блюз 2000.
Свой первый сольный альбом Way Down South он записал в 1990 году с участием своего брата Флойда Мёрфи. В 1996 году Мёрфи выпустил альбом The Blues Don't Bother Me с участием племянника Флойда Мёрфи-младшего. Альбом принёс ему номинацию на звание лучшего блюзового гитариста в 1997 году. Летом 2002 года Мёрфи перенёс инсульт, но через несколько лет смог частично вернуться к музыкальной карьере, изредка выступая в клубах и на фестивалях. В 2011 году он женился на Кэти Хемрик и в том же году выпустил свой последний сольный альбом, концертный, включающий множество популярных блюзовых песен и инструментальный гитарный джем.
В 2012 году Мэтт Мёрфи был введён в Зал славы блюза
В 2018 году умер от инфаркта в Майами, оставив после себя жену и двух сыновей.
Первая именная гитара Мёрфи была произведена компанией Cort Guitars. Он посетил фабрику Cort в Корее в 1998 году, и в том же году была представлена модель MGM-1, выпускавшаяся до 2006 года. В 2011 году Мёрфи начал играть на гитарах Delaney и у него была именная модель, сделанная Майком Делани, на которой он играл до своей смерти в 2018 году.
По словам легенды блюза Вилли Диксона, который нанимал Мёрфи для игры на сессиях и в турах, когда мог: «Он, безусловно, лучший гитарист — лучший, кого я когда-либо слышал», а по словам Мемфиса Слима, Мёрфи просто «чертов гений».
The New York Times: «Его гармонически сложная, с влиянием джаза игра на гитаре сделала его опорой чикагской сцены и настоящим оригиналом».

## Дискография

### Соло
- 1990: Way Down South (Antone's Records & Tapes)
- 1996: The Blues Don't Bother Me (Roesch Records)
- 2000: Lucky Charm (Roesch Records)
- 2011: Last Call (Bluzpik Rekerdz)

### В коллаборации
- 1978: U.S.A (Pearl Records), как Memphis Slim And The House Rockers featured Matt Murphy
- 1986: Together Again One More Time — Live From Antone’s (Line Records) как Memphis Slim & Matt Murphy
- 1990: Recorded Live At Antone's Night Club (P-Vine Records) как James Cotton with Matt «Guitar» Murphy And Luther Tucker
- 1992: Live At Electric Lady (Sequel Records) как The James Cotton Band featuring Matt «Guitar» Murphy
- 1999: Memphis Slim & Matt Murphy (Black And Blue Records) как Memphis Slim & Matt Murphy
- 2017: The Last Shade Of Blue Before Black (Severn Records) как Steve Cropper, Lou Marini and The Original Blues Brothers Band with Eddie Floyd, Joe Louis Walker, Paul Shaffer, Dr. John, Matt Murphy, Joe Morton